# Lillnäs, Borgå
Lillnäs är en udde i Finland.   Den ligger i den ekonomiska regionen  Borgå  och landskapet Nyland, i den södra delen av landet, 40 km öster om huvudstaden Helsingfors.
Terrängen inåt land är platt. Havet är nära Lillnäs söderut. Runt Lillnäs är det ganska tätbefolkat, med 67 invånare per kvadratkilometer. Närmaste större samhälle är Borgå, 10,4 km norr om Lillnäs. I omgivningarna runt Lillnäs växer i huvudsak blandskog.